# Se lo sapevo
Se lo sapevo è il terzo album pubblicato da Francesco Salvi nel 1991.

## Tracce
1. Se lo sapevo
2. Senti giovane
3. Io resto qua a farmi il bagno
4. Una storia vera
5. Tarzan
6. Ignorante discomix
7. Fuori dal mondo
8. Gettiamo le cartacce per terra
9. Oh signorina

## Formazione
- Francesco Salvi – voce
- Gigi Folino – chitarra
- Luca Orioli – tastiera
- Lele Melotti – batteria
- Michael Rosen – sax
- Lalla Francia, Giulia Fasolino, Paola Folli, Aida Cooper, Moreno Ferrara, Silvio Pozzoli – cori